# The Sims 3: University Life
The Sims 3: University Life — дев'яте доповнення для відеогри жанру стратегічного симулятору життя The Sims 3. Вперше вийшло в США 5 березня 2013. Доповнення фокусується на студентському житті та отриманню вищої освіти. У якості підрайону University Life додає студентське містечко. Схожими доповненнями є The Sims 2: University.

## Ігровий процес
Університет сімів — доданий підрайон, який ймовірно базується на новоанглійських кампусах, та функціонує так само як світи для відпусток у World Adventures. Аби відвідувати університет сім має бути юнаком, дорослим, або сімом похилого віку. Талісманом цього університету є лама. Коли на лот сіма приходить неігровий талісман-лама і лишає кошик із запрошенням на навчання, сім може здати тест на кмітливість. Результати залежать від навичок, характеристик, досвіду на роботі та шкільних оцінок. Результат показує загальний бал кмітливості, а також підпункти можливості отримати головні та проміжні нагороди. Величина стипендії також залежить від результату тесту. Підлітки-сіми можуть здати тест на кмітливість, аби побачити, які навички їм потрібно проробити, але вони не можуть почати відвідувати університет, поки не підростуть до стадії юнацтва.
Записатися у вищій навчальний заклад можна телефон, комп'ютер чи похід у державну школу. Гравець може обрати такі спеціалізації: бізнес, зв'язок, витончене мистецтво, фізична культура, наука та медицина, технології. Також можна вибрати кількість балів для заліку та чи навчання буде проходити один або два семестри. Обрання більшої кількості балів для заліку дасть сіму змогу швидше отримати диплом, але на це піде набагато більше вільного часу.
Щоб отримати диплом, сім має здобути принаймні 48 балів і пройти фінальний екзамен. Наявність диплому дозволить сіму розпочати кар'єру, яка є релевантною до диплому на більш високій позиції, в результаті чого, сім буде отримувати вищу зарплатню. Ці переваги пропорційно ростуть із вищою оцінкою сіма, з якою він/вона випускається.
Доповнення вводить в гру соціальні групи: джокси, задроти та повстанці. Гравець може приєднатися до цих соціальних груп та просуватися вгору по рангу через заведення дружніх стосунків із одним чи кількома членами групи, або ж через взаємодії, пов'язані із цією групою. Просуваючись вверх по рангу, сіми можуть відкрити нові взаємодії та об'єкти, а пізніше обрати собі додаткову характеристику. Сім, котрий досягнув 10 рангу, отримає пропозицію працювати у кар'єрі, яка унікально пов'язана до цієї групи.

## Рецензії
| Агрегатор  | Оцінка |
| ---------- | ------ |
| Metacritic | 72/100 |

| Видання     | Оцінка |
| ----------- | ------ |
| GamesRadar+ | [ 3 ]  |

Вебсайт GamesRadar+ дав грі 2,5 із 5 балів, вказуючи, що «в багатьох випадках The Sims 3: University Life робить гарну спробу скопіювати дикі студентські роки, проте те, що працює в реальному житті, не завжди підходить для привабливого геймплею».

## Розробка доповнення
Вперше натяк на доповнення з'явився на російській версії Origin, але потім був прибраний. Пізніше під час живого транслювання Maxis доповнення було згадане в тізері, а іспанська версія лого була виставлена на запуску ігор EA, яка демонструвала релізи нових ігор, включаючи The Sims 3: 70s, 80s & 90s Stuff. Дев'ять скріншотів витекли на вебсайт Digital River, яким володіє EA, проте корпорація попросила фансайти зняти у себе ці зображення, хоча вони все ще існують у постах на офіційному форумі громади The Sims 3.
29 грудня 2012 The Sims 3: University Life було оцінено у T (для підлітків) організацією ESRB, що остаточно підтвердило доповнення та повідомило про завершення розробки. Офіційне анонсування відбулося 8 січня 2013. Доповнення вийшло в США та Канаді 5 березня 2013 та 8 березня 2013 в Європі, що збіглося із виходом іншої гри EA — SimCity.

### Музика
| Список саундтреків із The Sims 3: University Life | Список саундтреків із The Sims 3: University Life | Список саундтреків із The Sims 3: University Life | Список саундтреків із The Sims 3: University Life | Список саундтреків із The Sims 3: University Life |
| #                                                 | Назва                                             | Автор                                             | Радіостанція в грі                                | Тривалість                                        |
| ------------------------------------------------- | ------------------------------------------------- | ------------------------------------------------- | ------------------------------------------------- | ------------------------------------------------- |
| 1.                                                | «All Of Our Lives We Must Learn To Forget»        | Ashtar Command                                    | Коледж-рок                                        | 4:39                                              |
| 2.                                                | «Damn»                                            | The Royal Concept                                 | Коледж-рок                                        | 3:34                                              |
| 3.                                                | «Gobba Bweezie»                                   | The Shades                                        | Коледж-рок                                        | 3:16                                              |
| 4.                                                | «San Francisco»                                   | The Mowgli's                                      | Коледж-рок                                        | 2:56                                              |
| 5.                                                | «Treehouse»                                       | Gold Fields                                       | Коледж-рок                                        | 3:20                                              |
| 6.                                                | «True Thrush»                                     | Ден Дікон                                         | Коледж-рок                                        | 4:44                                              |
| 7.                                                | «City Boy»                                        | Donkeyboy                                         | Поп                                               | 3:24                                              |
| 8.                                                | «Now Now Now»                                     | The Penelopes                                     | Поп                                               | 4:25                                              |
| 9.                                                | «Thunderstorm»                                    | Blaise                                            | Поп                                               | 3:16                                              |
| 10.                                               | «U Nu Wah»                                        | Leonotib                                          | Поп                                               | 3:22                                              |